# 勝川春艶
勝川 春艶（かつかわ しゅんえん、生没年不詳）とは、江戸時代の浮世絵師。

## 来歴
勝川を称し勝川春章の門人であるといわれているが、『秘蔵浮世絵大観』ではその画風から春章ではなく勝川春英の門人としている。作品は団扇絵7点と細判の役者絵6点の他、大判の錦絵1点と合せて14点の作が知られるのみである。これらは大判の錦絵を除けば寛政6年（1794年）から寛政8年の間に江戸で興行された芝居に取材している。東洲斎写楽とは同時期に同じ演目の役者を描くが、画風に写楽の影響といったものは認められない。

## 作品
- 「大谷鬼次の奴江戸兵衛」　団扇絵　中右瑛コレクション　※寛政6年5月、河原崎座の『恋女房染分手綱』より
- 「四代目岩井半四郎の狐忠信」　団扇絵　ベレス・コレクション　※寛政6年5月、河原崎座の『義経千本桜』より
- 「三代目市川高麗蔵の時鳥の五郎蔵・初代中山富三郎の宮城野・八代目森田勘弥の鶯の次郎作」　団扇絵　ベレス・コレクション　※寛政6年5月、桐座の『花菖蒲思笄』より
- 「三代目澤村宗十郎の大岸蔵人」　団扇絵　ベレス・コレクション　※寛政6年5月、都座の『花菖蒲文禄曽我』より
- 「三代目坂田半五郎」　団扇絵　セオドア・シャイベー・コレクション
- 「三代目澤村宗十郎の梅由兵衛・嵐龍蔵の源兵衛」　細判錦絵　※寛政8年春、桐座の『隅田春妓女容性』より